# Vest-Kasakhstan oblast
Vest-Kazakhstan (kasakhisk: Батыс Қазақстан облысы tr. Batys Kazakstan oblysy, russisk: Западно-Казахстанская область tr. Zapadna-Kazahstanskaja oblast) er en oblast, som dækker Kazakhstans nordvestligste hjørne. Forvaltningscentrum er Uralsk (kasakhisk: Орал tr. Оral, russisk: Уральск tr. Uralsk)
Dens areal er på 151 339 km², hvilket udgør 5,6 % af republikken Kazakhstans samlede areal (8. pladsen af landets oblaster). Oblasten er præget af et urbant nord og nordøst med industri, herunder petrokemisk, videregående uddannelser og høj befolkningstæthed, langs grænsen til Rusland og mere tilbagestående sydlige og sydvestlige rurale distrikter (rajoner).
Oblasten var et af det første områder af det nuværende Kazakhstan, som blev indlemmet i slavisktalende stater — først i kosakiske statsdannelser (Ural-kosakkerne), siden overtaget af Det russiske kejserrige under Katarina den II i 1700-tallet. Det var et sted, som blev brugt til tvungen eksil af oppositionelle; selv den store russiske forfatter Aleksander Pusjkin og grundlægger af moderne russisk sprog måtte afsone en del af sin straf i området.

## Vigtigste byer
Der er kun to byer med status af by (russisk: город tr. gorod) (omtrent som ældre dansk købstadsrettigheder) — Uralsk og Aksaj øst herfor. Vigtige landsbyer (russisk: посёлок) er Peremjotnoe (russisk: Перемётное), Dzjimpity (russisk: Джимпиты), Fjodorovka (russisk: Фёдоровка) og Tjapaev (russisk: Чапаев).

## Infrastruktur
Alle den Vestkazakhstanske oblasts hovedveje fører til Uralsk. På den måde er oblastens hovedstad forbundet med oliebyen Aktau i syd, landets hovedstad Nur-Sultan mod øst-sydøst og Rusland mod nord (Saratov oblast).
Der er en jernbanelinje med internationale tog, som passerer gennem Uralsk og Aksaj og gør 3-4 yderligere holdt i landets nordlige og østlige ende på deres vej fra Rusland og tilbage igen til Rusland. Togene regnes for at være en behagelig og ren måde at rejse på, men turen varer omkring dobbelt så lang tid som med bil, og der er kun fire dagelige afgange med passagertog.
De sydlige rajoner er kun tilgængelige ad landevej, og deres tilstand lader meget tilbage at ønske. Terrængående kørsel over steppen langs de hullede landeveje er ofte et nødvendigt alternativ, når man vil bevæge sig med motorkøretøjer i oblasten.
Elektricitet er udbredt over hele oblastens bebyggelser og fungerer uden nævneværdige afbrydelser.
Landbaseret telefoni er uproblematisk med digitale omstillingscentraler. Mobiltelefoni er mulig i bebyggede områder, mens forbindelsen ofte går tabt, når man bevæger sig i ubeboede områder på steppen. Mobilbaserede netværker omfatter teknologierne EDGE, GPRS, 3G (pr. 2015). Lokale trådløse internet (WiFi — wireless fidelity) findes på de fleste hoteller, indkøbscentre og mange restauranter.

## Geografi

### Naturgeografi
Oblasten udgør en del af den flade centralasiatiske steppe, og den skråner nedad i en linje fra nordøst til sydvest i retning af det Kaspiske Hav. Det højeste punkt er Itjka-bjerget med en højde af 259 moh. Jordbunden består af forskellige lerarter og solontsy (sortalkalijord) med lav frugtbarhed, i syd desuden gråbrun jord og sandaflejringer. Den naturlige bevoksning består af græsser, malurt og andre steppegræsser. Langs floderne er der sået poppel, pil, eg, birk, elm o.a. Langs de vigtigste landeveje er der i en afstand af 50-100 m sået læhegn af nåletræer.
Klimaet er kontinentlt med lange og hårde vintre og korte, varme somre af den sibiriske type. Nedbøren er sparsom, floderne er forholdsvis små.

### Kulturgeografi
Oblasten blev dannet som en administrativ enhed i 1868 med navnet Ural oblast (russisk: Уральская область tr. Uralskaja oblast) som en del af Det russiske Kejserrige. Betegnelsen Vest-Kazakhstan opstod 10. marts 1932, men i perioden 3. maj 1962 - juni 1992 vendte betegnelsen Ural oblast tilbage igen til territoriet. Som følge af Kazakhstans selvstændighed ved Minsk-aftalen 1991 blev det besluttet skifte stednavnene i landet, hvilket kan afstedkomme en del uoverensstemmelser mellem landkort fra forskellige udgivelsesår, og hvad befolkningen kalder dem. Dette berører såvel skift fra russisk til kazakisk som skift mellem forskellige historiske varianter af kazakkisk.
Vest-Kazakhstan grænser mod syd op til Atyrau oblast (Kazakhstan), mod øst til Aktobe oblast (Kazakhstan), mod nord til Orenburg Oblast (Rusland), mod vest til Volgograd og Saratov oblast (Rusland) og mod nordvest til Samara oblast (Rusland). Med sin beliggenhed langs Ural-floden danner oblasten opland til skellet mellem Europa og Asien og forbinder landene omkring Den kaspiske Sænkning.

## Befolkning
Befolkningen er på 629.932 (1. januar 2015) fastboende. Befolkningstallet har været jævnt stigende siden 2002, primært grundet fødselsraten. Migration sker fortrinsvis inden for oblastens grænser.
Ifølge Forsamlingen af Kasakhstans Folk har Vest-Kasakhstan oblast 90 nationaliteter. Disse fordeler sig således:
|                 | Antal, mennesker i 2014 | %        |
| --------------- | ----------------------- | -------- |
| i alt           | 623.977                 | 100,00 % |
| Kasakker        | 463.547                 | 74,29 %  |
| Russere         | 130.767                 | 20,96 %  |
| Ukrainere       | 10.337                  | 1,66 %   |
| Tatarer         | 8.524                   | 1,37 %   |
| Hviderussere    | 1.942                   | 0,31 %   |
| Aserbajdsjanere | 1.474                   | 0,24 %   |
| Tyskere         | 1.318                   | 0,21 %   |
| Koreanere       | 917                     | 0,15 %   |
| Tjetjenere      | 568                     | 0,09 %   |
| Usbekere        | 543                     | 0,09 %   |
| andre           | 3220                    | 0,52 %   |

På landet er fordelingen langt mere til fordel for kasakherne, mens byer og større landsbyer har en mere blandet befolkning.

### Sprog
Der tales typisk kasakhisk og russisk i oblasten; begge er også landets officielle sprog. I landdistrikterne, dvs. stort set alting uden for Uralsk og Aksaj, er kasakhisk dominerende på gaden, i butikkerne og offentlige kontorer. Russisk dominerer i byerne Uralsk og Aksaj, omend i skarp konkurrence med kasakhisk. Almindeligvis har russiskkyndige ingen problemer med at klare sig lingvistisk, så længe de kan vænne sig til den lokale accent. En typisk kasakhisk accent på russisk rummer: Udeladelse af /r/ i konsonantklynger, f.eks. stana for russisk strana (russisk: страна), en guttural udtale af /x/ og til tider /k/ (især foran /a/), og en neutralisering af ordinitiale affrikater /tʃ/ og /dʒ/ med deres respektive frikativer /ʃ/ og /ʒ/. Den sidste regel, som reflekterer en lydovergang af nyere dato på kasakhisk, berører også stednavne og afstedkommer en del forveksling ved stednavne som Tjingirlau (russisk: Чингирлау) vs. Sjingirlau (russisk: Шингирлау) and Dzjympity (russisk: Джымпиты) vs. Zjympity (russisk: Жымпиты); forvekslingerne observeres på uofficielle og officielle kort, på vælgerlister osv.
Af egentlige fremmedsprog er engelsk det bedst kendte, og mest på grund af mange kontraktansatte i den petrokemiske industri, som har givet Aksaj en meget international befolkningssammensætning og højnet fremmedsprogskundskaberne i området. Fremmedsprogskundskaber i f.eks. engelsk er dog ikke særligt udbredt eller på højt niveau sammenlignet med andre lande vest for Kasakhstan, inkl. Rusland.

## Økonomi
Økonomien er præget af primære erhverv, især landbrug og råstofindvinding, men der foregår også en del forarbejdningsindustri.
For landbrugets vedkommende er der fokus på animalsk produktion, herunder mælkeproduktion og især kødproduktion, hvor oksekød har høj kvalitet, men i kødproduktionen, som høster fordel af de udstrakte stepper, indgår tillige heste, geder, får og kameler; det sidste mest sydpå. Der dyrkes desuden hvede, byg og andre kornsorter, fortrinsvis i de nordlige distrikter. I Ural-floden foregår desuden noget fiskeri.
Siden 2010 er der oprettet en del større fødevarebearbejdende virksomheder og bedrifter inden for mejeri, slagteri, olie, æggeproduktion og grøntsagsforarbejdning.
Råstofindvinding drejer sig overvejende om olie- og gasfelterne i områderne nord for Aksaj, nærmere betegnet felterne i Karachaganak og Chinaryovski i Burlinski-distriktet. Indvindingen kræver højt uddannet arbejdskraft, hvorfor der er mange udenlandske kontraktansatte specialister ansat. Mange af disse er ansat i udenlandske firmaer og vender tilbage til deres respektive lande ved kontrakternes udløb. Ud over petrokemiske produkter indvindes der guld og uran i oblasten.
Den industrielle produktion er betydelig og funderet på eksportorienterede virksomheder, som foruden indvindingen også forarbejder mineralmalmene, desuden er der byggevirksomheder, kemiske fabrikker og leverandører til transporterhvervene, såvel jernbaner, luftfart og landtransport, maskinbygning og fødevareforarbejdning.

## Massemedier
De vigtigste massemedier er fjernsyn, som sendes fra Astana og Moskva, regionale og nationale aviser, mens yngre generationer (født efter 1990) får nyhedsbehovet overvejende dækket af internetbaserede nyheds-websteder, af hvilke enkelte har egne applikationer til små computere (smarttelefoner og tavlecomputere). De lokale trykte avismedier kan inddeles i:
1. Uafhængige — hovedsagligt Moj gorod (Min by), mest i Uralsk By, og Uralskaja nedelja (Uralsk Ugeavis), som distribueres over større dele af oblasten.
2. Afhængige, som er dybt afhængige af støtte fra offentlige kasser, og som alle ejes af mediehuset Zhaik Press (www.zhaikpress.kz). Mediehuset distribuerer den russisksprogede avis Priuralje (russisk: Приуралье) (24 sider, 8599 eksemplarer pr. april 2015) tre gange ugentligt og den kasakhisk-sprogede Oral Öngiri (kasakhisk: Орал өңірі) (oplag ca. 15.000, udkommer to gange ugentligt), samt en lokal ugeavis i hver af oblastens distrikter. I lokalaviserne findes artikler på såvel kasakhisk som russisk i et forhold, som afspejler distrikternes befolkningssammensætning af kasakher og ikke-kasakher.

De afhængige aviser udtrykker sig generelt ganske positivt over for den politik, som føres af centralregeringen i Astana og den lokale administration. I denne proces bringes nyheds- og debatstoffet ud i en forkastelse af principper om god journalistik.
De uafhængige aviser fører derimod journalistiske linjer, som tættere på almindelige standarder for journalistik, såsom afbalanceret præsentation af oplysninger, høring af begge eller flere af parterne i en sag, kritisk afprøvning af oplysninger, væsentlighedskriteriet osv.